# Edith Müller
Pour les articles homonymes, voir Müller.
Edith Müller, née le 3 mars 1949 à Kaldenkirchen, est une femme politique allemande.
Membre de l'Alliance 90 / Les Verts, elle siège au Parlement européen de 1994 à 1999 et au Landtag de Rhénanie-du-Nord-Westphalie de 2000 à 2005.